# The Turing Guide
The Turing Guide, em tradução livre para o português O guia de Turing, é um livro do gênero não ficção de história da ciência, escrito por Jack Copeland, Mark Sprevak, Robin James Wilson, Jonathan Bowen e outros autores. O livro, lançado em 2017, com idioma original inglês, trata de Alan Turing. A editora do livro é Oxford University Press. A obra foi aclamada por ser uma contribuição de valor sobre Turing, esplendidamente produzida.